# Svarttjärnen (Offerdals socken, Jämtland, 704328-142407)
Svarttjärnen är en sjö i Krokoms kommun i Jämtland och ingår i Indalsälvens huvudavrinningsområde.